# 六桂堂
六桂堂是福建省泉州 翁、洪、江、方、龚、汪六个姓氏的共同堂号。

## 簡介
相傳五代十國時，翁乾度在閩國王审知幕府為軍師，生了六個兒子，長子翁洪，字处厚。次子翁江，字处恭。三子翁宗，字处易。四子翁方，字處樸。五子翁龔，字處廉。六子翁汪，字处休。相傳翁乾度害怕闽国滅亡後被整肅，故遷居泉州，並決定讓六兄弟各自以名為姓，避免在戰亂中翁家被滅族。
长子翁洪，改稱洪处厚，字伯起，建隆元年（960年）进士，官拜從五品殿中丞，特授上柱国；次子翁江，改稱江处恭，字伯虔，雍熙二年（985年）进士，官拜泉州法曹參軍；三子翁宗，字处仁，留下本姓，以字行，是為翁处易。建隆元年与长兄同榜进士，官至剑南縣尉；四子翁方，改稱方處樸，字伯淳，开宝六年（973年）进士、官拜泉州法曹；五子翁龔，改稱龚处廉、开宝六年与四兄同榜进士，官至监察御史；六子翁汪，改稱汪处休，雍熙二年与二兄同榜进士，官拜韶州通判。
另有一說 據《左傳》前525年郯子訪問魯國時 列舉古代帝王.共工氏為水師 以水來作為官名.在炎帝氏之後 大皞氏之前.
漢朝時期其祖工部任職 工部是六部其中之一 管轄國家建設事務 類似現在的水利部和建設部.

## 外部連結
- 世界六桂堂宗亲联谊网